# Rhodopteryx elongata
Rhodopteryx elongata är en insektsart som beskrevs av Vignon 1924. Rhodopteryx elongata ingår i släktet Rhodopteryx och familjen vårtbitare. Inga underarter finns listade i Catalogue of Life.